# Дутра, Сезар
Се́зар Берна́рдо Ду́тра, более известный как просто Сезар или Сезар Дутра (порт.-браз. César Bernardo Dutra; 27 января 1992, Рио-де-Жанейро) — бразильский футболист, вратарь португальского клуба «Боавишта».

## Биография
Родители Сезара Дутры разошлись, когда он был ещё ребёнком. Его воспитанием занималась мама Мадалена и дед Алваро — отец Мадалены. У Сезара есть старший брат Эрик, который также пытался стать профессиональным вратарём, но дальше клуба «Бонсусесо» он продвинуться не смог. В детстве Сезар Дутра начинал заниматься мини-футболом в школе «Флуминенсе». Примерно в восьмилетнем возрасте Дутра переключился на классический футбол. Мать хотела устроить сына в «Васко да Гаму», но это не получилось из-за того, что юноша всё ещё числился учащимся спортивной школы «Флу».
Свой первый контракт подписал в 17-летнем возрасте с клубом «Сендас», но на взрослом уровне так и не дебютировал. В 2010 году присоединился к академии «Фламенго», хотя ещё несколько лет сохранял контрактные обязательства перед «Сендасом» (в 2011 году клуб был переименован в «Аудакс Рио»).
В 2011 году Сезар Дутра стал выступать за молодёжную (до 20 лет) сборную Бразилии. С национальной командой в августе он выиграл молодёжный чемпионат мира в Колумбии. Однако в ходе этого турнира Дутра был дублёром Габриэла, и на поле не появлялся. В октябре Сезар был уже основным вратарём сборной на Панамериканских играх в Гвадалахаре, однако Бразилия не смогла выйти из группы. С молодёжной командой «Фламенго» Сезар выиграл самый престижный в Бразилии Молодёжный кубок Сан-Паулу. Вратарь стал привлекаться к основе и попадать в заявку на матчи.
В 2013 году Сезар Дутра постоянно попадал в заявку матчей «Фламенго» в различных турнирах. Он был в заявке семи игр в розыгрыше Кубка Бразилии, который его команда в итоге завоевала, но на поле так и не появился. В последнем туре чемпионата Бразилии Сезар, наконец, дебютировал на профессиональном уровне — 7 декабря 2013 года «Фла» на своём поле сыграл вничью с «Крузейро» (1:1).
За 2014 год Сезар сыграл лишь в одном матче, также в рамках последнего тура чемпионата Бразилии. На 56 минуте за фол последней надежды вратарь получил красную карточку в матче против «Гремио». После выхода на замену резервного вратаря игрок хозяев Луан сравнял счёт, который остался неизменным до конца игры — 1:1. Кроме того, вратарь был в заявке на матчах чемпионата штата Рио-де-Жанейро, который «Фламенго» выиграл в начале года, однако на поле Сезар так и не появлялся.
В 2015 году Дутра стал играть намного чаще. После травмы Пауло Витора Сезар постоянно выходил в основе в чемпионате Бразилии с 8-го по 15 тур. В 2016 году Дутра отправился в аренду на шесть месяцев в «Понте-Прету», но не провёл за клуб из Кампинаса ни одной игры. В следующем году Сезар был отдан в аренду на время чемпионатов штатов, но и за команду «Ферровиария» из Араракуары также не сыграл ни одного матча. Несмотря на неудачный период в карьере, в конце года Сезар сумел проявить себя с хорошей стороны, и помог своей команде выйти в финал Южноамериканского кубка. Он дебютировал в турнире лишь в ответном матче полуфинала против «Хуниора», в котором «Фламенго» одержал победу в гостях 2:0. Также Сезар сыграл в обоих финальных матчах турнира против «Индепендьенте», однако в них аргентинская команда оказалась сильнее (1:1 и 2:1).
2018 год стал для Сезара Дутры лучшим в карьере. В некоторые периоды он навязывал реальную конкуренцию бывшему вратарю сборной Бразилии Диего Алвесу, хотя последний всё равно оставался первым номером на протяжении большей части сезона. Дутра сыграл за «рубро-негрос» в 14 матчах чемпионата Бразилии и четырёх — в Лиге Кариоке.
В 2019 году Сезар остался дублёром Диего Алвеса. Он сыграл в шести матчах Серии A, в четырёх встречах Лиги Кариоки, а также дважды появлялся на поле в групповом турнире Кубка Либертадорес. 24 апреля он заменил травмированного Диего Алвеса на 83 минуте гостевого поединка против ЛДУ Кито — бразильская команда уступала со счётом 1:2 и до конца матча счёт не изменился. В следующем туре Сезар Дутра отыграл весь матч на «Кампеон-дель-Сигло» в Монтевидео против «Пеньяроля». Команды сыграли вничью 0:0. Таким образом, Сезар также внёс свой вклад в итоговую победу «Фламенго» в турнире. Также помог своей команде выиграть чемпионат штата и чемпионат Бразилии.

## Титулы и достижения
- Чемпион штата Рио-де-Жанейро (3): 2014 (не играл), 2019, 2020
- Обладатель Молодёжного кубка Сан-Паулу (1): 2011
- Чемпион Бразилии (2): 2019, 2020
- Вице-чемпион Бразилии (1): 2018
- Чемпион Кубка Бразилии (1): 2013 (не играл)
- Финалист Южноамериканского кубка (1): 2017
- Обладатель Кубка Либертадорес (1): 2019
- Обладатель Рекопы Южной Америки (1): 2020 (не играл)
- Чемпион мира среди молодёжи (1): 2011